# His Friend, Jimmie
His Friend, Jimmie è un cortometraggio muto del 1913 prodotto dalla Nestor. Il nome del regista non viene riportato nei credit del film interpretato da Eddie Lyons e Louise Glaum.

## Trama
Al college, Jack si sposa con Louise. Poi, quando si avvicina il periodo delle vacanze, manda una lettera a suo padre chiedendogli se ha qualcosa in contrario nel caso di un suo eventuale matrimonio. Il padre, ovviamente, risponde picche. Così, Jack - quando si presenta a casa - porta con sé Louise travestita da uomo e la ragazza viene presentata come l'amico Jimmie. La situazione si presta a diversi equivoci, ma alla fine, dopo che la mamma di Jack scopre la verità, il papà è costretto ad accettare il fatto compiuto e a benedire i due novelli sposi.

## Produzione
Il film fu prodotto dalla Nestor Film Company.

## Distribuzione
Distribuito dall'Universal Film Manufacturing Company, il film - un cortometraggio di una bobina - uscì nelle sale cinematografiche statunitensi il 21 aprile 1913.